# Hawkesbury
A cidade de Hawkesbury é uma área de governo local de Nova Gales do Sul, Austrália. Em 2018 tinha uma população estimada em 67.083 habitantes.